# Новомихайловка (Сарактаський район)
Новомиха́йловка (рос. Новомихайловка) — село у складі Сарактаського району Оренбурзької області, Росія.

## Населення
Населення — 264 особи (2010; 289 у 2002).
Національний склад (станом на 2002 рік):
- росіяни — 90 %